# Wealdien

Extension du faciès wealdien (Crétacé inférieur = Early Cretaceous (en anglais) en vert foncé sur les anticlinaux du Weald-Artois = Weald-Artois anticline (en anglais), et du pays de Bray.

Le Wealdien ou faciès wealdien (Weald ou Wealden facies en anglais) est un ensemble de faciès d’alternances de grès, de sables et d’argiles d'environnement continental à paralique. Il est daté du Berriasien supérieur au Barrémien et localement jusqu’à l’Aptien supérieur (Crétacé inférieur).
Le Wealdien affleure principalement dans le sud de l’Angleterre et jusqu’au nord-est du pays dans le bassin de Cleveland. Ce faciès apparait également en France dans les boutonnières du Boulonnais (partie française de l’anticlinal du Weald-Artois) et du pays de Bray. Le faciès wealdien s'étend aussi sur une large partie du Bassin parisien jusqu'au nord de la Bourgogne.

## Historique et Étymologie
Le terme  Weald series a été introduit par P.J. Martin en 1828. Aujourd’hui l'Institut d'études géologiques britannique (British Geological Survey) utilise le nom de Weald Group.
Les coupes de référence pour les faciès wealdien se localisent dans le sud-est de l’Angleterre dans les comtés du Kent et du Sussex, ainsi que dans l’île de Wight.

## Extension et paléogéographie
En France, le Wealdien anglais se prolonge par une gouttière d’axe nord-ouest – sud-est, du pays de Bray jusqu’à la Bourgogne. Dans cette vaste plaine d’inondation des sédiments argilo-sableux de faciès fluvio-deltaïques s’accumulent. Leur âge est principalement Hauterivien à Valanginien. Cette plaine  reçoit sur son pourtour des apports terrigènes organisés en lobes fluviatiles,, elle enregistre également quelques incursions marines en provenance de la zone océanique de la Téthys située encore plus au sud-est.

## Lithologie
Les argiles et grès du Wealdien se superposent en concordance stratigraphique aux calcaires fins du faciès Purbeckien, d’âge Tithonien à Berriasien inférieur. Le bassin du Weald est fortement subsident, ce qui permet la sédimentation d’une série argilo-gréseuse épaisse de quelques centaines de mètres en moyenne, mais qui peut atteindre jusqu’à 850 mètres dans le centre du bassin.

## Stratigraphie
Le Wealdien couvre une longue période qui s’étend du Berriasien terminal au toit du Barrémien, et même jusqu’à  l’Aptien supérieur dans le seul bassin de Weald, soit une durée maximale d’environ 30 millions d’années.

## Paléontologie
Les faunes du Wealdien témoignent de son environnement continental avec la découverte de fossiles de dinosaures : Iguanodon, Hypsilophodon, Baryonyx et Poekilopleuron.